# 馬未都
馬未都（1955年3月22日—），北京人，祖籍山东荣成。收藏家、古董鉴赏家，是中国民主建国会会员，观复博物馆创办人及现任馆长。1981年，在《中国青年报》发表了小说《今夜月儿圆》，被许多读者视为传统文化的启蒙读物。小说发表后，被调为《青年文学》的编辑。1996年，马未都创办中华人民共和国第一家私立博物馆——观复博物馆。
马未都曾在中国中央电视台百家讲坛栏目中主讲系列节目《馬未都说收藏》。

## 生平
1955年，马未都出生在北京市。1966年，文化大革命爆发，11岁的马未都只上到了小学四年级就被迫中断学业，上山下乡运动，到五七干校劳动。 1978年，改革开放，马未都回到北京城在航天工业部当工人。马未都向媒体说，期间，他只系统地读过《天演论》《红楼梦》《简爱》，因为当时的条件是没有书籍可以阅读。
1980年开始文学创作， 1981年调到《青年文学》当编辑。80年代末90年代初和王朔等人合作创造了颇有影响力的电视连续剧《编辑部的故事》《海马歌舞厅》等。80年代末在大多数中国人还在为温饱问题发愁的时候，马未都看到了中国古董市场的契机， 开始从百姓们手中收购中国古文物。马未都将多年收集的明清家具以及陶瓷玉器等都放在自己的博物馆里。1997年1月18日，他创办的观复古典艺术博物馆正式对外开放。据说马未都也是一位古玩鉴定专家，鉴定是马未都日常工作其中很重要的一部分。

### 睾丸论战
2011年2月18日，马未都在新浪发表博文《第六百五十二篇·艺术细节》称：从古希腊雕塑中发现，双侧睾丸必定一大一小，呈现一低一高态势。2月25日，清华大学美学教授肖鹰发表新浪博文《马未都先生的“睾丸说”》称：其发现的睾丸“左低右高”的现象是由于雕像姿势造成的，并引证多个实例说明古希腊雕塑中平衡、左低右高和左高右低都有可能，具体取决于雕像的不同姿态，如在浮雕“拉比泰与半人马兽之战”中，左右两个睾丸便如上帝的天平一样平衡。2月28日，马未都再发新浪博文《第六百五十六篇·睾丸》，回应肖鹰，此事导致了网络睾丸论战，一时轰动传媒。

## 著作
- 《马未都说收藏》，中华书局，ISBN 9787101066395。
- 《醉文明》，中信出版社，2011年，ISBN 9787508626888。
- 《马未都说马未都》，中信出版社，2008年，ISBN 9787508611907。
- 《中国古代门窗》，中国建筑工业出版社，2006年，ISBN 9787112087457。
- 《马未都说收藏：家具篇》，中华书局，2008年，ISBN 9787101060423。
- 《马未都说收藏：玉器篇》，中华书局，2008年，ISBN 9787101063271。
- 《马未都说：枕上篇》，人民出版社，2009年，ISBN 9787020069118。
- 《马未都说：车上篇》，人民出版社，2009年，ISBN 9787020069125。
- 《马未都说：厕上篇》，人民出版社，2009年，ISBN 9787020069132。
- 《坐具的文明》，紫禁城出版社，2009年，ISBN 9787800478581。
- 《百盒千合万和》，紫禁城出版社，2009年，ISBN 9787800478604。
- 《茶当酒集》，文化艺术出版社，2010年，ISBN 9787503941122。
- 《瓷之色》，紫禁城出版社，2011年，ISBN 9787513401296。
- 《瓷之纹(套装共2册)》，故宫出版社，2013年，ISBN 9787513404433。